# مارتن تكي
مارتن تكي (بالألمانية: Martin Wuttke)‏ (و. 1962 – م) هو ممثل، وممثل مسرحي، وممثل أفلام من ألمانيا. ولد في غيلسنكيرشن.

## جوائز
حصل على جوائز منها:
- جائزة نستروي [الإنجليزية]‏، عن عمل:John Gabriel Borkman (2015).[6]

## روابط خارجية
- مارتن تكي على موقع IMDb (الإنجليزية)
- مارتن تكي على موقع مونزينجر (الألمانية)
- مارتن تكي على موقع قاعدة بيانات الأفلام العربية
- مارتن تكي على موقع ألو سيني (الفرنسية)
- مارتن تكي على موقع ميوزك برينز (الإنجليزية)
- مارتن تكي على موقع أول موفي (الإنجليزية)
- مارتن تكي على موقع قاعدة بيانات الأفلام السويدية (السويدية)
- مارتن تكي على موقع ديسكوغز (الإنجليزية)
- مارتن تكي على موقع قاعدة بيانات الفيلم (الإنجليزية)
- مارتن تكي على موقع كينوبويسك (الروسية)